# Терпилицкое сельское поселение
Те́рпилицкое се́льское поселе́ние — упразднённое в 2019 году муниципальное образование на территории Волосовского района Ленинградской области. Бывший административный центр — деревня Терпилицы.
С 1 января 2006 года главой поселения и главой администрации являлся Савенков Виктор Георгиевич, с 2014 года главой поселения и главой администрации являлся Дьяков Павел Владимирович.

## Географические данные
- Общая площадь: 10 350 га.
- Расположение: центральная часть Волосовского района
- Граничило:
  - на севере — с Бегуницким сельским поселением
  - на северо-востоке — с Клопицким сельским поселением
  - на востоке — с Губаницким сельским поселением
  - на юго-востоке — с Волосовским городским поселением
  - на юге — со Рабитицким сельским поселением
  - на юго-западе — Большеврудским сельским поселением
  - на западе — с Каложицким сельским поселением
  - на северо-западе — с Зимитицким сельским поселением
- По территории поселения проходили автомобильные дороги:
  - 41К-014 (Волосово — Керново)
  - 41К-043 (Карстолово — Терпилицы)
  - 41К-050 (Терпилицы — Коноховицы)
- Расстояние от административного центра поселения до районного центра — 8 км[2]
- По территории поселения проходит железная дорога Мга — Гатчина — Ивангород

## История
В начале 1920-х годов в составе Врудской волости Кингисеппского уезда Санкт-Петербургской губернии был образован Худанский сельсовет. 
В августе 1927 года Худанский сельсовет вошёл в состав Молосковицкого района Ленинградской области. 
В ноябре 1928 года Худанский сельсовет был переименован в Рекковский сельсовет с центром в деревне Рекково. 
20 сентября 1931 года после ликвидации Молосковицкого района сельсовет вошёл в состав Волосовского района. 
В 1935 году Рекковский сельсовет переименован в Терпилицкий с центром в деревне Терпилицы. 
С 1 февраля 1963 по 12 января 1965 года после упразднения Волосовского района Терпилицкий сельсовет входил в состав Кингисеппского сельского района.
18 января 1994 года постановлением главы администрации Ленинградской области № 10 «Об изменениях административно-территориального устройства районов Ленинградской области» Терпилицкий сельсовет, также как и все другие сельсоветы области, преобразован в Терпилицкую волость.
1 января 2006 года в соответствии с областным Законом № 64-оз от 24 сентября 2004 года «Об установлении границ и наделении соответствующим статусом муниципального образования Волосовский муниципальный район и муниципальных образований в его составе» образовано Терпилицкое сельское поселение, в его состав вошла территория бывшей Терпилицкой волости.
В мае 2019 года Зимитицкое и Терпилицкое сельские поселения вошли в состав Бегуницкого сельского поселения.

## Население
| 2006  | 2010  | 2011  | 2012  | 2013  | 2014  | 2015  |
| ----- | ----- | ----- | ----- | ----- | ----- | ----- |
| 1500  | ↗1557 | ↗1609 | ↗1637 | ↗1680 | ↗1683 | ↗1708 |
| 2016  | 2017  | 2018  | 2019  |       |       |       |
| ↘1684 | ↗1689 | ↘1662 | ↘1654 |       |       |       |

Основная часть населения проживала в деревне Терпилицы.

## Населённые пункты
На территории поселения находились 13 населённых пунктов — 13 деревень:
| №  | Населённый пункт | Тип населённого пункта          | Население    |
| -- | ---------------- | ------------------------------- | ------------ |
| 1  | Верницы          | деревня                         | ↗15 (2017)   |
| 2  | Горки            | деревня                         | ↘2 (2017)    |
| 3  | Горье            | деревня                         | ↘11 (2017)   |
| 4  | Кальмус          | деревня                         | ↗45 (2017)   |
| 5  | Канаршино        | деревня                         | ↗107 (2017)  |
| 6  | Кюльвия          | деревня                         | ↗5 (2017)    |
| 7  | Ославье          | деревня                         | ↗60 (2017)   |
| 8  | Пежевицы         | деревня                         | ↘23 (2017)   |
| 9  | Поддубье         | деревня                         | ↘9 (2017)    |
| 10 | Рекково          | деревня                         | ↗6 (2017)    |
| 11 | Татьянино        | деревня                         | ↗43 (2017)   |
| 12 | Терпилицы        | деревня, административный центр | ↗1362 (2017) |
| 13 | Худанки          | деревня                         | ↘8 (2017)    |

## Достопримечательности
- Усадьба Врангелей в д. Терпилицы
- Усадьба Корфов и Врангелей в д. Раскулицы
- Церковь во имя преображения Господня в д. Раскулицы